# Bouzonville-aux-Bois
Bouzonville-aux-Bois – miejscowość i gmina we Francji, w Regionie Centralnym, w departamencie Loiret.
Według danych na rok 1990 gminę zamieszkiwało 306 osób, a gęstość zaludnienia wynosiła 41 osób/km² (wśród 1842 gmin Regionu Centralnego Bouzonville-aux-Bois plasuje się na 835. miejscu pod względem liczby ludności, natomiast pod względem powierzchni na miejscu 1263.).